# سیگنال ساعت

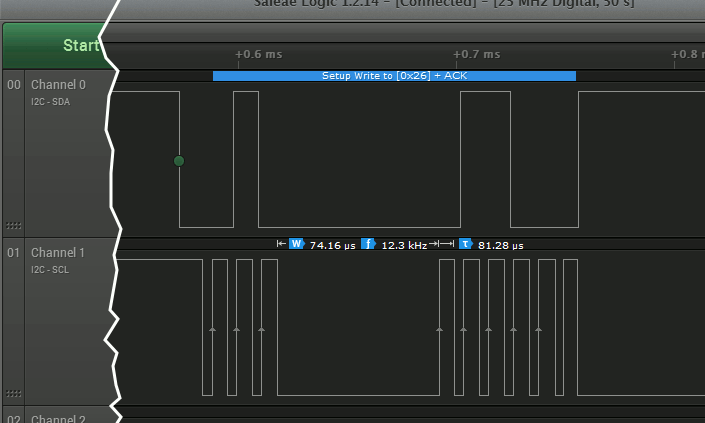
سیگنال ساعت

در الکترونیک، و به‌ویژه در مدارهای منطقی هم‌زمان، سیگنالِ ساعت (به انگلیسی: clock signal) ، پالسِ ساعت، یا کِلاک، سیگنالی است که در نوسان منظم میان دو حالت (بالا High و پایین Low) است، و برای هماهنگ‌کردن عمل‌کرد بخش‌های مدارهای دیجیتال استفاده می‌شود.
سیگنال ساعت، مانند ضربان قلب مدار عمل می‌کند و عمل‌کرد بخش‌های مدار را هماهنگ می‌کند. این سیگنال را مولد ساعت تولید می‌کند. 
رایج‌ترین شکل موج سیگنال ساعت، یک موج مربعی با ۵۰٪ دوره کاری و فرکانس ثابت است. مدارهایی که از سیگنال ساعت استفاده می‌کنند، می‌توانند در لبهٔ بالارونده (rising edge)، پایین رونده (falling edge) یا در هر دو لبه سیگنال فعال شوند.